# Jess Pedersen
Jes(s) Pedersen ”Stærke Jess fra Odder” (8. november 1878-1946) var en dansk bryder.
Jess Pedersen var først bryder i Odder og senere i Hamburg, hvor han som amatør trænede under Heinrich Stark og debuterede som professionel 1900. I 1892 begyndte franske sportsblade at arrangere såkaldte VM for professionelle og her nåede han status som en af verdens bedste professionelle brydere, da han blev verdensmester hele fem gange. Men disse mesterskaber blev også afviklet flere gange om året og var ganske uofficielle. Han kæmpede sig til VM-titler i 1903 og 1908. Han turnerede rundt i hele verden og slog sig derpå ned i Frankrig og blev siden fransk statsborger.